# Gonatodes humeralis
Gonatodes humeralis  (лат.) — ящерица семейства круглопалые гекконы.
Общая длина этого геккона достигает 6.5—8 см. Окраска тела красно-бурого цвета. На спине маленькие бугорки, узкие поперечные полоски бежевого или белого цвета.
Живёт в тропических лесах. Большую часть жизни проводит на деревьях, прячась в дуплах. Активен днём, питается термитами и их личинками.
Яйцекладущая ящерица. Откладывают до 2 яиц в термитники. Через 2 месяца появляются детёныши.
Эндемик Южной Америки. Обитает в бассейне реки Амазонка.

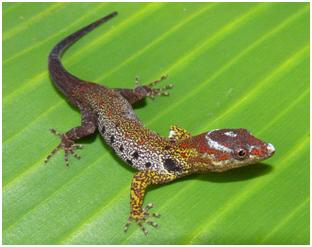